# Biserica Universității din Viena
Biserica Universității din Viena este un monument istoric din Viena. Edificiul a fost construit în stil baroc după planurile arhitectului Andrea Pozzo.
Biserica a fost construită în imediata vecinătate a colegiului iezuit, prima clădire a Observatorului Astronomic din Viena, condus de Maximilian Hell.

## Galerie de imagini

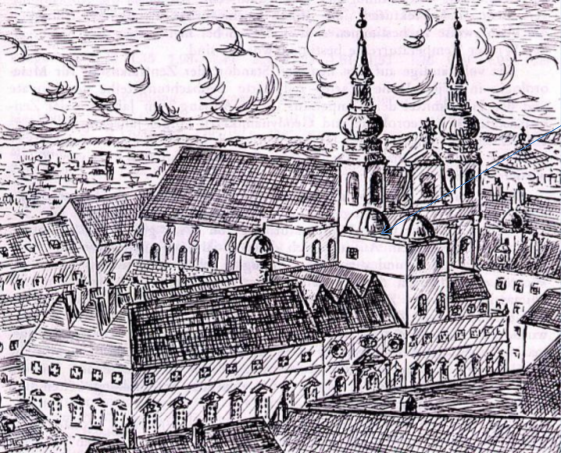
Colegiul iezuit și Biserica Universității în sec. al XVIII-lea. Pe acoperișul colegiului se văd cele trei telescoape ale primului observator astronomic din Viena.